# 서부 저지 독일어
서부 저지 독일어(영어: West Low German, 독일어: Westniederdeutsch) 또는 저지 작센어(영어: Low Saxon, 독일어: Niedersächsisch, 네덜란드어: Nedersaksisch)는 네덜란드 동부와 독일 북서부, 덴마크 남부에 걸쳐 사용되는 저지 독일어 계통의 방언군이다. "저지 작센어"라 하면 고대 작센어에서 발전한 저지 독일어 전체를 가리키기도 하고, 그 중 동부 저지 독일어를 언어들을 제외한 "서부 저지 독일어"만을 가리키기도 한다.

## 하위 분류
- 베스트팔렌어
- 오스트팔렌어
- 북부 저지 작센어
  - 동프리슬란트 저지 작센어

네덜란드에서 쓰이는 관련 방언군인 네덜란드 저지 작센어는 베스트팔렌어와 방언 연속체 관계이며, 흐로닝언 방언, 드렌터 방언 등의 하위 분류가 속한다. 덴마크의 남유틀란트 지역에서 쓰이는 저지 독일어는 북부 저지 작센어의 일부인 슐레스비히 방언이다.

## 같이 보기
- 저지 독일어